# محمود افشار یزدی
محمود افشار یزدی (۱۲۷۲ یزد – ۱۳۶۲ تهران) دولت‌مرد، نویسنده، شاعر و روزنامه‌نگار ایرانی بود.

## زندگی
محمود افشار یزدی، فرزندِ محمّدصادق، به سال ۱۲۷۲ خورشیدی در یزد متولد شد. در سیزده سالگی مادر را از دست داد، و برای تحصیل نزد عمویش محمد تقی به شهر بمبئی در هند اعزام شد. در هند مقدمات علوم جدید، زبان انگلیسی را فراگرفت؛ و پس از سه سال به تهران آمد و در مدرسهٔ علوم سیاسی به تحصیل پرداخت. در نوزده سالگی به قصد ادامهٔ تحصیل راهی سوئیس شد و طی هفت سال در لوزان دورهٔ لیسانس و دکتری حقوق را به پایان برد و از دانشکدهٔ علوم سیاسی دانشگاه لوزان درجهٔ دکتری دریافت کرد. چون ایام اقامت وی در اروپا مقارن با ختم جنگ جهانی اول بود و موضوع قرارداد ۱۹۱۹ مطرح بود، در جراید سوئیس مقالاتی در دفاع از حقوق ایران نوشت. در همین دوره بین او و علی‌اکبر داور که او نیز در سوئیس مشغول به تحصیل بود، دوستی و نزدیکی ایجاد شد که در تمام مدت عمر ادامه یافت.

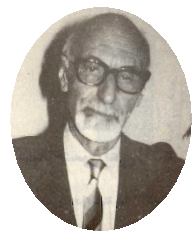
محمود افشار

محمود افشار پس از به پایان رساندن دوره دکتری در سال ۱۳۰۰ به ایران بازگشت. چندی در مدرسهٔ علوم سیاسی به تدریس تاریخ اشتغال داشت. زمانی که علی‌اکبر داور عهده‌دار وزارت فواید عامه شد، او را به همکاری دعوت کرد و ریاست مدرسهٔ تجارت را که تازه تأسیس شده بود به وی سپرد. محمود افشار اساس مدرسهٔ مزبور را مطابق با مدارس اروپایی پی‌ریزی کرد. در سال ۱۳۰۵ به دعوت علی‌اکبر داور وارد تشکیلات نوین قضایی شد و به مستشاری استیناف تهران منصوب گردید. پس از چند سال بین وی و داور اختلاف سلیقه به وجود آمد و محمود افشار عدلیه را ترک کرد. در زمان وزارت دارایی سید حسن تقی‌زاده به آن وزارتخانه منتقل شد و ریاست ادارهٔ اقتصادی و حقوقی را که از مهم‌ترین ادارات بود به او سپردند و تا سال ۱۳۱۲ در آنجا خدمت می‌کرد. وقتی داور به وزارت مالیه رفت او به دادگستری بازگشت. ابتدا به مقام دادیاری دیوان عالی کشور رسید، و چندی بعد مقام مستشاری یافت. در سال ۱۳۲۲ از خدمت در وزارت دادگستری انصراف داد و به وزارت فرهنگ منتقل شد. در ۲۰ مهر ۱۳۲۳ در دورهٔ وزارت سید باقر کاظمی (مهذب‌الدوله) به عنوان معاون وزیر فرهنگ به مجلس معرفی شد و این سمت را در کابینهٔ بعدی در وزارت فرهنگ عیسی صدیق نیز حفظ کرد. اما در فروردین ۱۳۲۴ از این سمت استعفا کرد و این آخرین موقعیت اداری او بود.

## فعالیت‌های مطبوعاتی
محمود افشار یزدی از سال ۱۳۰۰ وارد عرصهٔ مطبوعات شد. در سال ۱۳۰۴ مجلهٔ آینده را تأسیس کرد که ابتدا دو سال (۲۴ شماره) منتشر شد. سپس از سال ۱۳۲۳ انتشار آن را از سر گرفت و ۱۶ شمارهٔ مجله طبع شد. انتشار مجلهٔ آینده را یک بار دیگر در سال ۱۳۳۸ تجدید کرد و تنها ۶ شماره انتشار داد. دورهٔ جدید مجله آینده در سال ۱۳۵۸ توسط فرزندش ایرج افشار آغاز به انتشار کرد.

## بنیاد موقوفات محمود افشار

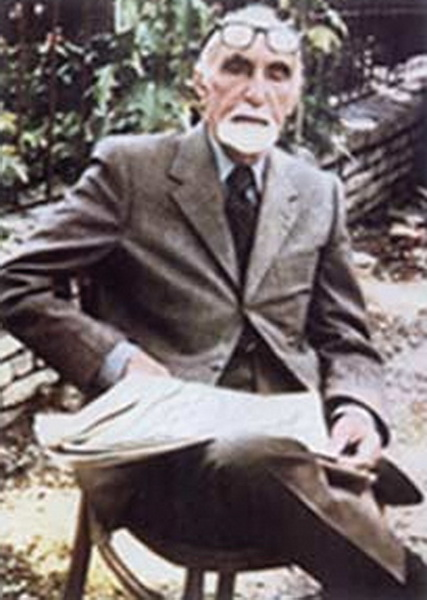
محمود افشار ۱۹۷۸

از اقدامات دیگر وی ایجاد بنیاد موقوفات دکتر محمود افشار است. همچنین قسمتی از مستغلات خود را در باغ فردوس شمیران وقف مؤسسه لغت‌نامه دهخدا کرد. محمود افشار مستغلات خود رادر باغ فردوس و دیگر نقاط تهران وقف زبان فارسی و تمامیت ارضی ایران کرده است که شرح مفصل آن در کتاب پنج وقف‌نامه محمود افشار یزدی آمده است. قسمتی از باغ آن نیز در اختیار لغت‌نامه دهخدا می‌باشد.
ازجمله قبل از مرگ خود زمین بزرگ خود را که در میرداماد کنونی است را وقف دبستان و راهنمایی و دبیرستان کرد.

## مرگ
محمود افشار یزدی در تاریخ ۲۸ آذر ۱۳۶۲ در ۹۰ سالگی در تهران درگذشت.

## پانوشت‌ها
1. ↑  ترکمان، محمد، نامه‌های دکتر مصدق، چاپ اول، نشر هزاران، تهران، ۱۳۷۴، ص. ۳۶
2. ↑  دکتر جواد شیخ‌الاسلامی، به یاد بنیادگذار «آینده»، مجلهٔ آینده، سال نهم، شمارهٔ دی و بهمن ۱۳۶۲، ص ۷۱۷–۷۲۵